# Williams Grove Circuit
Il Williams Grove Circuit è un circuito per competizioni motoristiche di Mechanicsburg a pochi chilometri da Harrisburg, capitale della Pennsylvania (Stati Uniti).
È stato inaugurato nel 1939, ha una lunghezza di mezzo miglio (pari a circa 805 metri) adibito oggi a gare di sprint sullo sterrato: la conformazione del tracciato è infatti liscia e umida ma su terra.
Dal 1949 al 1959 ha anche ospitato gare nazionali riservate alle vetture a ruote scoperte, quelle che oggi danno vita al campionato delle Champ Car.
Il circuito ospita ogni anno il World of Outlaws, una serie americana che si svolge tra febbraio e ottobre su diversi circuiti.